# دارا باوندی
دارا یکی از شاهان سلسلهٔ باوندیان تبرستان بوده‌ است.

## اقوام دارا
پس از مرگ شهریار، چون پسرش پیش از وی درگذشته بود، برادرزاده‌اش دارا به حکومت نشست و ۸ سال فرمان راند.
ابن اسفندیار همچنین وی را برادر مرزبان بن رستم پریمی، صاحب مرزبان نامه دانسته است.

به تصریح قابوس‌نامه، مرزبان‌ بن‌ رستم جد مادری عنصرالمعالی کیکاووس‌ بن‌ اسکندر بن‌ قابوس‌ بن‌ وشمگیر است.

## منبع
1. ↑  تاریخ طبرستان، مولف:ابن اسفندیار، صفحه در چاپهای گوناگون متفاوت است.
2. ↑  قابوس نامه، عنصرالمعالی کیکاوس بن وشمگیر زیاری